# Cinclodes
Cinclodes és un gènere d'ocells de la família dels furnàrids (Furnariidae) que agrupa a diverses espècies natives d'Amèrica del Sud on es distribueixen principalment al llarg dels Andes i adjacents, des del nord de Colòmbia i Veneçuela fins a l'extrem sud d'Argentina i Xile, inclusivament les illes Malvines, amb una espècie aïllada en el sud-est i sud de Brasil i una altra migratòria des del fins a Uruguai i sud de Brasil.

## Descripció
Aquests ocells són ferms, mesuren entre 16,5 i 24 cm de longitud. Principalment es troben al llarg dels Andes, algunes en costes rocoses i amb una espècie (C. pabsti) aïllada al sud-est del Brasil. Prefereixen la proximitat d'aigua, ja sigui entollada o corrent, dolça o salada. La majoria de les espècies presenta una faixa blanca o rufa a les ales, més visible en vol i que no apareix a les Upucerthia, que són d'alguna forma similars (però més uniformes) i els becs de les quals tendeixen a ser més corbats. Construeixen els nius en un forat o cau, gairebé sempre excavat en una riba però també a parets o edificis antics.

## Taxonomia i etimologia
El nom genèric Cinclodes és una combinació del gènere Cinclus, que per la seva banda deriva del grec antic «κιγκλος kinklos» que significa “ocell desconegut a la vora de l'aigua”, i «οιδης oidēs»: “que recorda, que s'assembla”; significant que s'assembla a un Cinclus.
Amplis estudis de les relacions filogenètiques dins d'aquest gènere realitzades per Chesser (2004a), va concloure que hi havia una nova relació linear de les espècies i va suggerir que l'espècie C. taczanowskii hauria de ser tractada com a conespecífica amb C. nigrofumosus, i també que l'espècie C. olrogi hauria de ser tractada com a conespecífica amb C. oustaleti, amb base en la molt feble distància genètica entre elles, consistent amb el baix grau de diferenciació morfològica i de comportament entre aquests dos parells d'espècies germanes, cosa que ja havia estat suggerida per autors anteriors. Estudis geneticomoleculars posteriors de la família Furnariidae corroboren l'exposat.
Les espècies C. albiventris i C. albidiventris, abans tractades com a subespècies de C. fuscus, van ser separades amb base en els estudis filogenètics de Sanin et al (2009) que van concloure que l'ampli complex C. fuscus era parafilètic, el que també havia estat suggerit per autors anteriors25 i va ser aprovat en la Proposta N° 415 del “South American Classification Committee” (SACC). Estudis geneticomoleculars posteriors de la família Furnariidae corroboren l'exposat.
El taxó C. espinhacencis va ser descrit com a nova espècie per Freitas et al (2012). No obstant això, la Proposta N° 548 al SACC proposant el seu reconeixement com a tal, va ser rebutjada, per la qual cosa se la considera una subespècie de Cinclodes pabsti. El Comitè Brasiler de Registre Ornitològic en a la “Lista de aves de Brasil” (2014), la reconeix como espècie plena.
La subespècie C. antarcticus maculirostris, de Terra del Foc i de l'arxipèlag del Cap d'Hornos és considerada com a espècie separada de C. antarcticus per Handbook of the Birds of the World (HBW) i Birdlife International (BLI), amb base en diferències morfològiques.
Segons la Classificació del Congrés Ornitològic Internacional (versió 14.2, 2024) aquest gènere està format per 15 espècies:
- miner riberenc cuallarg - (Cinclodes pabsti).
- miner riberenc fumat - (Cinclodes antarcticus).
- miner riberenc alabarrat - (Cinclodes fuscus).
- miner riberenc de Còrdoba - (Cinclodes comechingonus).
- miner riberenc septentrional - (Cinclodes albidiventris).
- miner riberenc occidental - (Cinclodes albiventris).
- miner riberenc d'Olrog - (Cinclodes olrogi).
- miner riberenc d'Oustalet - (Cinclodes oustaleti).
- miner riberenc de páramo - (Cinclodes excelsior ).
- miner riberenc reial - (Cinclodes aricomae).
- miner riberenc ventreblanc - (Cinclodes palliatus).
- miner riberenc alablanc - (Cinclodes atacamensis).
- miner riberenc ventrefosc - (Cinclodes patagonicus).
- miner riberenc de Taczanowski - (Cinclodes taczanowskii).
- miner riberenc de Xile - (Cinclodes nigrofumosus).